# Riebeek-Kasteel
Riebeek-Kasteel est une petite ville de la région du Swartland, dans la province du Cap-Occidental en Afrique du Sud située à 5 km de Riebeek West et à 75 km au nord-est du Cap .

## Histoire
La région, explorée par les européens dès le XVIIe siècle, fut habitée par les Boers dès le début du XVIIIe siècle. Le village de Riebeek-Kasteel fut fondé en 1858 et baptisé en hommage à Jan van Riebeeck, l'ancien commandeur du Cap.

## Économie
La vallée de Riebeek est connue pour ses productions agricoles (blé, olives) et pour ses vins, s'incluant dans le vignoble du Swartland. Le tourisme est basé sur la gastronomie et l’œnotourisme. Riebeek-Kasteel possède plusieurs chambres d'hôtes, un hôtel (Royal Hotel), des restaurants (Mama Cucina, Beans About Coffee, Red Tin Roof, Café Felix, et Eve's Eatery), et un bar à vin (The Alchemist).
La ville accueille annuellement un festival de l'olive en mai.

## Population
Les deux localités de Riebeek West et Riebeek-Kasteel comptent à elles seules un total de 9 366 habitants dont 1 144 pour Riebeek-Kasteel et 4 350 pour Riebeek West.
La langue maternelle principale de la population est majoritairement l’Afrikaans :
- Afrikaans 78,6 %
- Anglais 18,4 %
- Autres 3 %

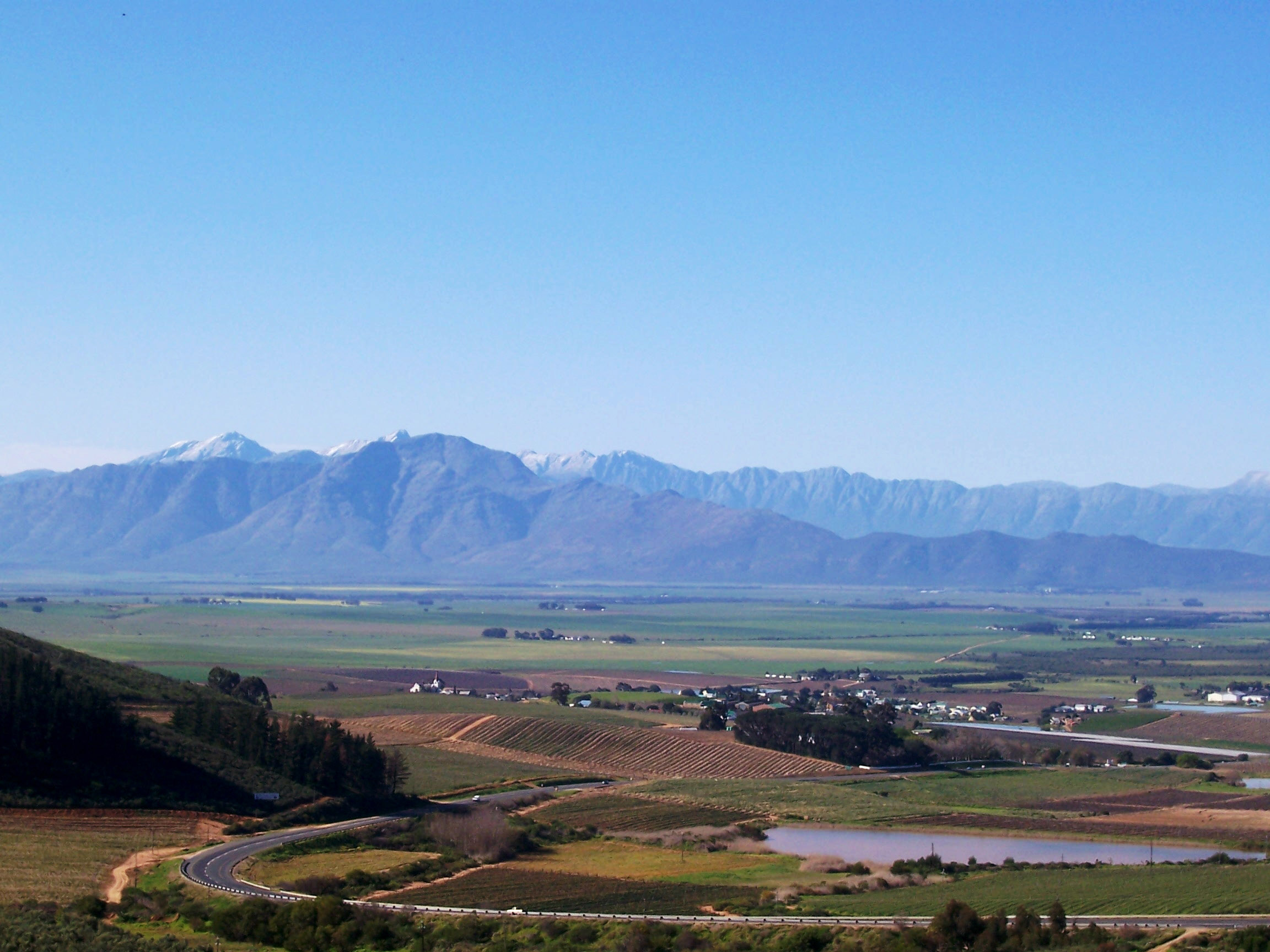
Vallée de Riebeek Kasteel.
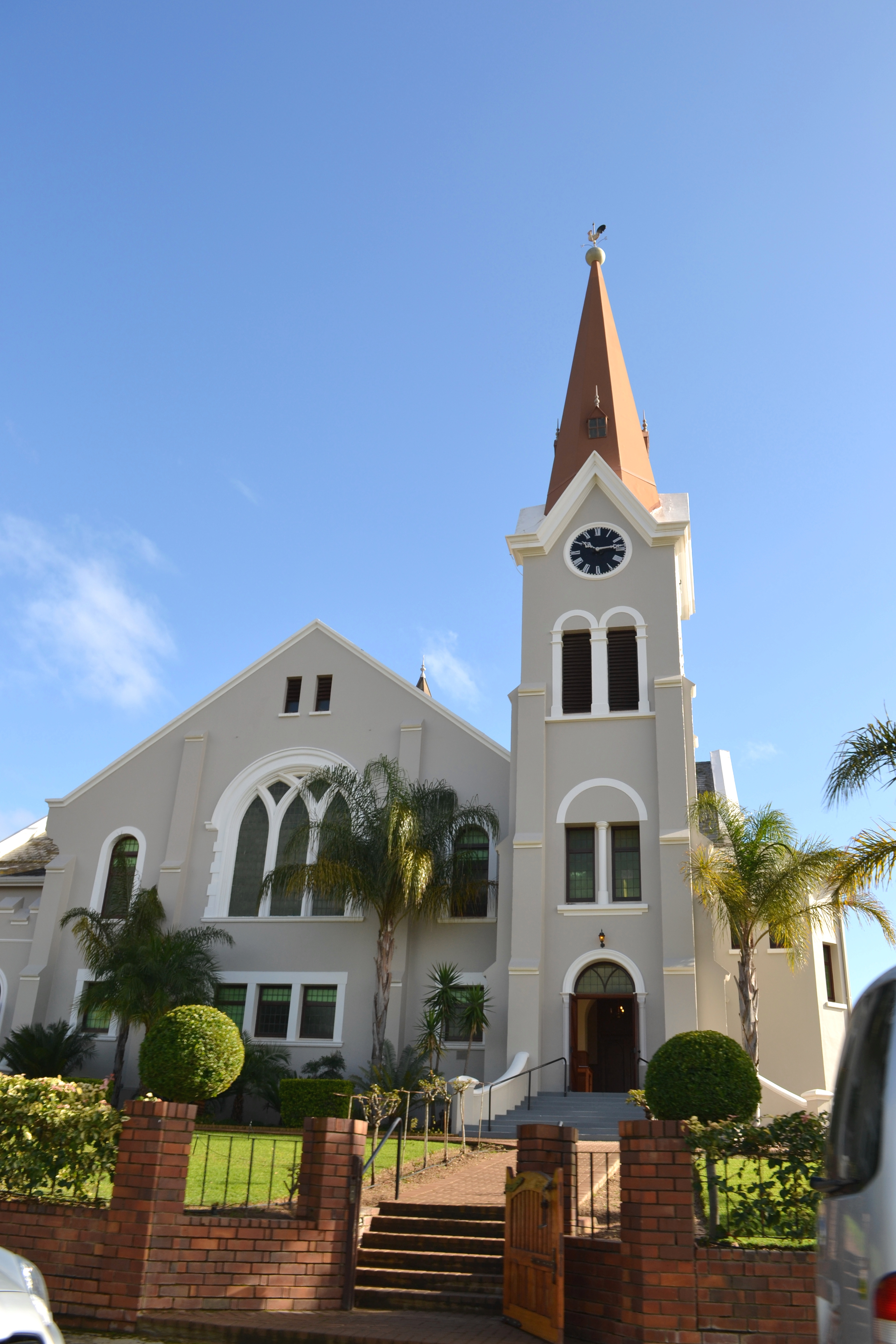
Église Dutch réformée, 1863.
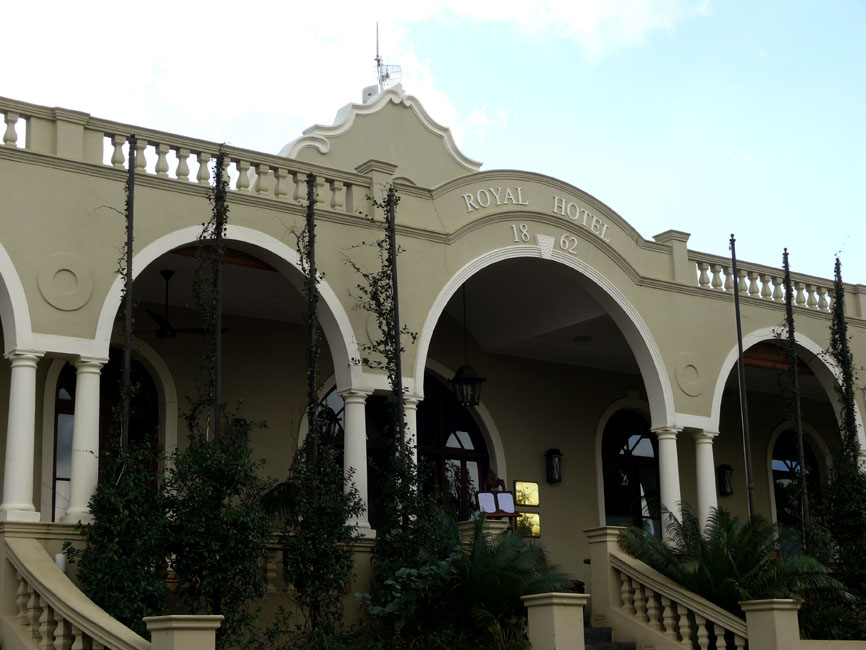
Royal Hotel.
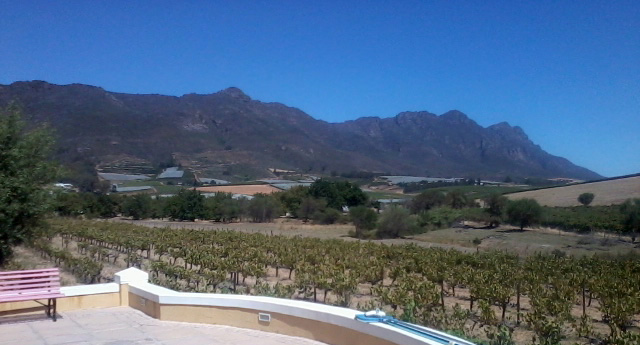
Réserve naturelle de Kasteelberg vue depuis Riebeek-Kasteel.